# غيريلا غيمز
غيريلّا غيمز (بالإنجليزية: Guerrilla Games)‏ هي شركة هولندية متخصصة في ألعاب الفيديو ، تأسست عام 2004 ويقع مقرها في أمستردام، هولندا. تم تأسيسها عن طريق لوست بويز شركة هولنديّة. تقوم الشركة بـ تطوير ألعاب الفيديو. من أشهر ألعابها كل زون. هرمن هلست هو المدير العام.

## من ألعابها
- كل زون 2
- كل زون 3
- كل زون: ميرسنري
- كلزون:شادو فال
- هورايزن زيرو داون
- هورايزن الغرب المحظور.[5]

## الموقع الإلكتروني
http://www.guerrilla-games.com/